# Zap2it
Screener (antigo Zap2it) é um site norte-americano e rede filial que fornece notícias, fotos e vídeos, locais listagens de televisão locais e horários de exibição de filmes. O site é produzido pela Tribune Media Services (TMS), parte da divisão editorial da Tribune Company baseada em Chicago, Estados Unidos. Afiliadas da Screener incluem as empresas Cox Enterprises, Dish Network, Disney, The New York Times, Los Angeles Times e The Washington Post.

## Desenvolvimento editorial
Em fevereiro de 2009, o Screener foi aproveitado para jogar um papel expandido dentro do Tribune Company. O site se tornou no centro agregador de conteúdo de entretenimento produzido pela Tribune de propriedade online incluindo o Los Angeles Times, The Envelope, Chicago Tribune e outros. Como parte desse desenvolvimento, um grande ré-design do site foi planeado para meados do ano de 2009.